# Коренівськ (аеродром)
Коренівськ — військовий аеродром, розташований південно-західніше міста Коренівськ в Краснодарському краї.
На аеродромі дислокується 55-й окремий полк армійської авіації (вертолітний) 4-ї армії ВПС та ППО (колишня 393-тя вертолітна база). На озброєнні полку знаходяться вертольоти Мі-35М, Мі-8АМТШ та Мі-28.

## Історія
Під час Другої світової війни на аеродромі базувався 298-й винищувальний авіаційний полк. На згадку про героїчні подвиги захисників та на честь полку на прохання жителів міста Коренівськ у 1987 році було встановлено на постамент привезений з Майкопа літак МіГ-21СМ. На пам'ятних плитах увічнені прізвища героїв війни й загиблих військових льотчиків.
До 1992 року використовувався для навчання пілотів Ставропольського вищого військового авіаційного училища льотчиків і штурманів. 
У 2013 році розпочалася реконструкція аеродрому. Було збудовано групові місця стоянок вертольотів, руліжні доріжки, комплекс об'єктів аеродромної інфраструктури. У 2016 нову бетонну злітно-посадкову смугу завдовжки 2500 метрів та шириною 42 метри та супутню інфраструктуру, підрядник (Федеральне агентство спеціального будівництва (Спецбуд Росії)) передав в експлуатацію військовим.

### 55-й окремий вертолітний полк
В 1992 з польського аеродрому Колобжег-Багич на аеродром Коренівськ перебазувався 55-й окремий вертолітний полк. В 1992 цей полк брав участь у грузино-абхазькій війні, а через кілька років і в російсько-чеченській війні.
У липні 2012 року на аеродром прибули вертольоти Мі-35, на заміну Мі-24. Станом на 2015 на озброєнні авіаполку на аеродромі знаходились вертольоти Мі-8 АМТШ, Мі-28Н, Ка-52 і Мі-35М .
1 грудня 2015 року полку повернули його колишнє найменування: 55-й окремий полк армійської авіації.

### Російсько-українська війна
Під час повномасштабного вторгнення РФ аеродром використовувався авіацією, яка атакувала Україну.

## Катастрофи та інциденти
11 грудня 2019 поблизу аеродрому Коренівськ розбився вертольот Мі-28УБ
. Обидва пілоти загинули.